# Clovelly

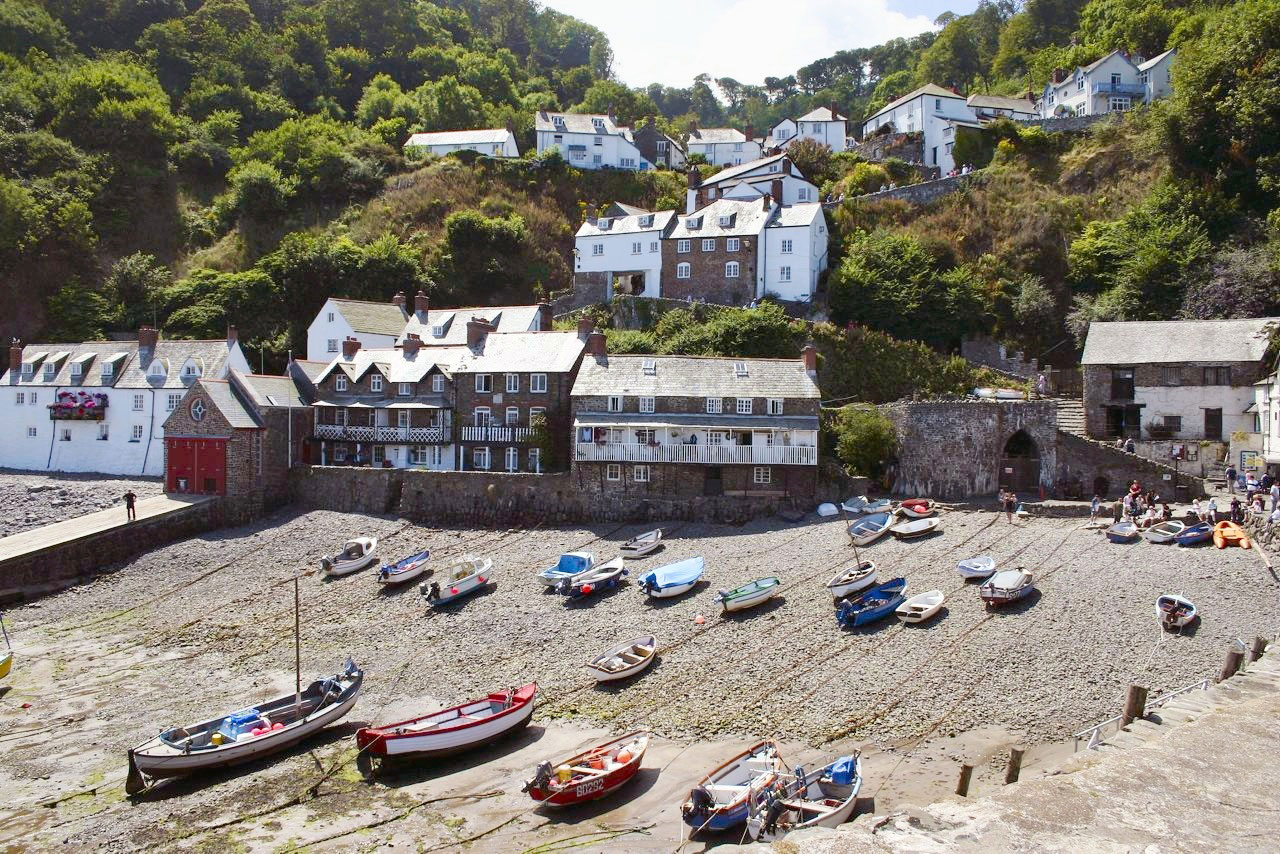
Clovelly

Clovelly est un village sur la côte nord du Devon, dans l'Angleterre du Sud-Ouest.  Le village est une grande attraction touristique, célèbre à cause de son histoire et sa beauté, ses rues pavées extrêmement raides qui sont interdites à la circulation, ses ânes et son emplacement qui fait face au canal de Bristol. Au recensement de 2001, Clovelly avait une population de 1 616 habitants.

## Accès
Le village lui-même n'est pas accessible aux automobiles, et il y a très peu de place au port. Généralement, les visiteurs stationnent dans un parking municipal au-dessus du village, au bout de la route B3237. Des bus publics desservent aussi ce parking. Il y a un centre d'accueil (qui se compose d'un portillon d'accès au village, un café et une boutique de cadeaux) au parking, ainsi que plusieurs magasins adaptés aux soins du touriste. Les visiteurs peuvent entrer dans le village par le centre d'accueil. Un service de taxis fonctionne en été, utilisant des Land Rovers. Il y a une route publique qui dessert le port (utilisée par les Land Rovers), mais le parking au port est privé, et il y a un panneau qui déconseille les touristes d'utiliser cette route.
La propriété est dirigée par la Clovelly Estate Company, sous la direction de John Rous et Jessica Braund.

## Droits d'admission et controverse
Le centre d'accueil existe depuis 1988. Avant sa construction, il n'y avait aucun droit d'admission pour entrer dans le village. Au lieu des droits d'admission, les visiteurs ne payaient que pour le parking. Depuis l'été de 2010, les droits d'admission sont £5,95 pour les adultes et £3,75 pour les enfants. Ce paiement comprend du parking illimité pour toute la journée, l'admission dans le musée et dans un "cottage de pêcheur" dans le village, la séance d'un film de 20 minutes qui raconte l'histoire de Clovelly, et l'usage des toilettes dans le centre d'accueil.
Selon des pancartes, les fonds réunis des droits d'admission sont utilisés pour financer l'entretien continu des cottages et de la rue pavée du village. Cependant, ces affirmations ont des divergences. La rue pavée appartient au conseil municipal, Torridge District Council, donc l'affirmation que les fonds des droits d'admission sont utilisés pour maintenir la rue est suspecte. De plus, des critiques de la direction postérieure à 1988 prétendent que la Clovelly Estate Company n'a aucun droit légal d'exiger des droits d'admission aux visiteurs qui ne veulent que descendre la rue (à condition qu'ils n'utilisent pas les toilettes, ni qu'ils entrent dans le musée, ni qu'ils regardent le film), puisqu'elle est une rue publique qui appartient la collectivité locale. Également, les salariés de la compagnie refusent l'entrée aux piétons qui essayent de descendre la route publique vers le port pour éviter de passer par le centre d'accueil et donc de payer pour entrer dans le village.
Le centre d'accueil ouvre à 9 h chaque jour pendant la pleine saison estivale. Si les visiteurs arrivent avant 9 h, ou après l'heure de fermeture, ils peuvent visiter le village sans rien payer, en passant par une porte à côté du centre d'accueil qui n'est pas fermée à clé en dehors des heures d'ouverture.

## Le village
Clovelly était un village de pêcheurs. En 1901, sa population était de 621. Le village se compose d'un groupe de cottages en torchis aux versants d'une fissure rocheuse; sa rue principale raide descend 120 m à la jetée et elle est trop raide pour tolérer la circulation. Les riverains utilisent des traîneaux pour transporter des marchandises. La rue pittoresque est bordée de cottages, quelques petites boutiques, un café et un pub. L’église de Tous les Saints, qui a été restaurée en 1866, est romane, et contient plusieurs monuments de la famille Carey, les seigneurs du manoir pendant 600 ans.
Ce qui est inhabituel est que le village reste sous possession privée, et il n'a appartenu qu'à trois familles depuis le XIIIe siècle. Le paysage est célèbre à cause de sa richesse de couleurs, surtout dans le parc de Clovelly Court et le long du Hobby Drive, un sentier qui passe dans une forêt et donne sur la mer. Le South West Coast Path passe devant le village, et la section entre Clovelly et Hartland Point est particulièrement spectaculaire.

## Habitants célèbres
Charles Kingsley, romancier, a habité ici enfant entre 1831 et 1836, pendant que son père, le révérend Charles Kingsley, était vicaire, puis recteur. Plus tard, en 1855, son roman Westward Ho! a suscité beaucoup d'intérêt pour Clovelly et y a fait augmenter le tourisme.
Clovelly a été décrit par Charles Dickens dans A Message from the Sea, et il a été peint par Rex Whistler, dont les camées du village ont été utilisés sur un service de porcelaine par Wedgwood.
Campbell de Morgan (1811-1876), chirurgien, qui a le premier émis l'hypothèse que le cancer naissait localement puis s'étendait partout dans le corps, est né ici.
Clovelly est mentionné brièvement par Rudyard Kipling dans Stalky & Co.. Il est décrit comme à l'ouest de l'école privée des garçons.